# إدي دوناي
إدي دوناي (بالمجرية: Dunai Ede)‏ هو لاعب كرة قدم مجري في مركز الوسط، ولد في 14 يوليو 1949 في بودابست في المجر. شارك مع منتخب المجر لكرة القدم. أما مع النوادي، فقد لعب مع نادي أويبست.

## وصلات خارجية
- إدي دوناي على موقع قاعدة بيانات كرة القدم.إي يو (الإنجليزية)
- إدي دوناي على موقع ناشيونال فوتبول تيمز (الإنجليزية)
- إدي دوناي على موقع أوليمبيديا (الإنجليزية)
- إدي دوناي على موقع اللجنة الأولمبية المجرية (الهنغارية)